# Joseon myeongtamjeong: Gaksitugu kkoch-ui bimil
Joseon myeongtamjeong: Gaksitugu kkoch-ui bimil (조선명탐정: 각시투구꽃의 비밀?), noto anche con il titolo internazionale Detective K: Secret of the Virtuous Widow, è un film del 2011 diretto da Kim Sok-yun.
L'opera ha dato vita a due ulteriori seguiti, in cui gli attori che interpretano l'investigatore K e Han Seo-pil riprendono i propri ruoli: Joseon myeongtamjeong: Sarajin nob-ui ttal (2015) e Joseon myeongtamjeong: Heupyeolgoema-ui bimil (2018).

## Trama
Detective K viene incaricato di trovare il responsabile di una serie di efferati omicidi, aiutato dal suo fidato braccio destro Han Seo-pil; i due vengono poi a conoscenza di Han Kaek-ju, una giovane ragazza che rappresenta in tutto e per tutto l'incarnazione della donna fatale.